# شورية بيضاء شاحبة
شورية بيضاء شاحبة (الاسم العلمي:Shorea hypoleuca) هي نوع غير مؤكد من النباتات تتبع جنس الشورية من فصيلة مجنحية الثمر.